# Madridi konvenció
A Madridi konvenció a madridi konferencia végén, 1880. július 3-án a marokkói szultán és különböző európai országok valamint az Egyesült Államok között megkötött szerződés volt. A benne foglaltak biztosították a szultánt országa szuverenitásának megőrzéséről, ugyanakkor bizonyos engedményeket is kellett adnia az aláíró országoknak.

## Előzmények
A szerződés megkötésének előzménye az 1830-tól egyre növekvő francia befolyás volt Marokkóban. Franciaország, Nagy-Britannia és Spanyolország szerződéskötések révén bizonyos előjogokat biztosítottak maguknak az országban, ami más hatalmak ellenkezését váltotta ki. Az ellentétek megvitatására 1880-ban Madridban került sor. 

## Tartalma
A konferencián az Egyesült Államok, Németország, Ausztria-Magyarország, Belgium, Dánia, Spanyolország, Franciaország, Nagy-Britannia, Olaszország, Hollandia, Portugália, Svédország, Norvégia és maga Marokkó vett részt. Ezen államok egy 18 pontból álló egyezséget fogalmaztak meg. A benne foglaltak szerint az aláíró államok garantálták a szultán szuverenitását, az országgal folytatható szabad kereskedelmet a nyitott ajtó politikájának megfelelően valamint szabályozták a külföldiek és a helyi alkalmazottaik („védenceik”) jogait is. Ezeken kívül tisztázták, hogy a szultán engedélyével a külföldiek szerezhetnek tulajdont az országban. Különös jelentőséggel bírt, hogy Marokkónak az aláíró országok kereskedőivel szemben a legnagyobb kedvezmény elve alapján kellett biztosítania a piacaihoz való hozzáférést.

## Következmények
Hosszútávon a madridi konvenciónak nem sikerült megakadályoznia, hogy Franciaország és Spanyolország befolyása Marokkóban megnövekedjék. Franciaország az egyezmény megszegésével igyekezett Marokkót gyarmatává tenni, amiben Németország a konvenciókban foglaltak megszegésén túl saját érdekeit is sérülni látta. Ez az ellentét okozta az első marokkói válságot 1905-1906 között, melyet az algecirasi konferencia még rendezni tudott.

## Fordítás
- Ez a szócikk részben vagy egészben  a   Madrider Konvention című német Wikipédia-szócikk ezen változatának fordításán alapul.  Az eredeti cikk szerkesztőit annak laptörténete sorolja fel. Ez a jelzés csupán a megfogalmazás eredetét és a szerzői jogokat jelzi, nem szolgál a cikkben szereplő információk forrásmegjelöléseként.

## Linkek
- A Madridi konvenció szövege (angol)